# Lorenzo Baglioni
Lorenzo Baglioni (Grosseto, 22 settembre 1986) è un cantautore e comico italiano.

## Biografia
Nato a Grosseto ma cresciuto a Greve in Chianti, vicino a Firenze, Lorenzo Baglioni si laurea in matematica ottenendo un dottorato nella stessa materia. Nel 2013 è il protagonista del film Sta per piovere, diretto da Haider Rashid. Dal 2014, inoltre, Lorenzo inizia a pubblicare video, principalmente canzoni comiche, sul proprio canale YouTube, dove raggiunge brevemente le 100.000 visualizzazioni grazie a estratti dello spettacolo Selfie e brani come Le ragazze di Firenze. Ha un fratello maggiore di nome Michele. 
La sua carriera musicale inizia nel 2015 quando pubblica il brano Vengo anch'io! No tu no! - Canto anch'io, no tu no, rifacimento della canzone Vengo anch'io! No tu no! di Enzo Jannacci.
Nel 2016 Lorenzo entra a far parte del cast di Colorado mentre nel 2017 prende parte alla serie TV Il bello delle donne... alcuni anni dopo. Nel dicembre dello stesso anno supera le selezioni di Sanremo Giovani 2017, grazie alle quali nel febbraio del 2018 partecipa al Festival di Sanremo nella categoria "nuove proposte", dove si classifica al quarto posto con il brano Il congiuntivo.
Il 16 febbraio 2018 Lorenzo Baglioni pubblica il suo primo album in studio Bella, Prof!, con la major Sony Music, dal quale l'11 maggio verrà estratto il singolo Logaritmi.
Dal maggio dello stesso anno, inoltre, Lorenzo è il conduttore del programma Bella, Prof! (nome preso dal suo primo album) in onda su Sky Uno.
Dal settembre del 2018 è il conduttore del game show L'isola degli eroi, in onda su Boing, venendo confermato anche per la successiva edizione. Il 17 maggio 2019 pubblica il singolo Ue!, mentre il 14 giugno seguente esce il singolo Maturandi.
Nel settembre del 2019 conduce il programma Un palco per due, in onda su Rai 2. Il 4 ottobre 2019 pubblica il suo primo album dal vivo Bella, Prof! Live!. Nel 2020 pubblica l'EP Collage, mentre nel maggio 2021 pubblica il suo secondo album in studio Siamo le foto che scartiamo, che include una collaborazione con il Piccolo Coro dell'Antoniano.
Come ultimo suo successo, è presente la sua canzone dello Zecchino d'oro 2023 "Puz Puz Puzzola".
Il 22 dicembre 2023 pubblica il suo nuovo album Ripassongs.
Tifoso della Fiorentina, Baglioni nel 2016 ha anche pubblicato una canzone in onore del club toscano per celebrare i 90 anni dei viola.

## Discografia

### Album in studio
- 2018 – Bella, Prof!
- 2021 – Siamo le foto che scartiamo
- 2022 – Old But Gold
- 2023 – Ripassongs

### Album dal vivo
- 2019 – Bella, Prof! Live!
- 2022 – Canzoni a Teatro (Live Unplugged)

### EP
- 2020 – Collage

### Singoli
- 2017 – Le leggi di Keplero
- 2018 – Il congiuntivo
- 2018 – Logaritmi
- 2019 – L'arome secco sè
- 2019 – Secchione is the new figo
- 2019 – Ue!
- 2019 – Maturandi
- 2020 – La domanda e l'offerta
- 2020 – Una Coca-Cola con la cannuccia corta corta
- 2021 – Non ti scordare di volermi bene
- 2023 - La punteggiatura
- 2023 - Il simple present "to be"
- 2024 - Le frazioni

## Televisione
- Quelli che il calcio (Rai 2, 2016-2018) - inviato
- Colorado (Italia 1, 2016)
- Festival di Sanremo 2018 (Rai 1, 2018) - concorrente "nuove proposte"
- Sbandati (Rai 2, 2018) - opinionista
- Bella, Prof! (Sky Uno, 2018) - conduttore
- L'isola degli eroi (Boing, 2018-2019) - conduttore
- Un palco per due (Rai 2, 2019) - conduttore
- Zecchino d'Oro (Rai 1, 2024) - conduttore

## Filmografia

### Cinema
- Sta per piovere, regia di Haider Rashid (2013)

### Televisione
- Il bello delle donne... alcuni anni dopo – serie TV (2017)
- Il sabato italiano – serie TV, 1 episodio (2018)

## Libri
- Lorenzo Baglioni, È tutto calcolato!, Mondadori Electa, 2018, ISBN 9788852091407.
- Mario Tozzi,  Lorenzo Baglioni, Un'ora e mezzo per salvare il mondo, Rai Libri, 2020, ISBN 9788839718099.
- Lorenzo Baglioni, Mostri in geometria, Mondadori, 2020, ISBN 9788804725800.
- Lorenzo Baglioni, Matematica da paura, Mondadori, 2020, ISBN 9788804725817.
- Lorenzo Baglioni, I 10 misteri delle tabelline, Mondadori, 2021, ISBN 978-8804740612.
- Lorenzo Baglioni, Missione coding, Mondadori, 2022, ISBN 978-8804754879.
- Lorenzo Baglioni, La leggenda delle divisioni e altre sfide matematiche, Mondadori, 2023, ISBN 978-8804766872.

## Podcast
- Rivoluzione culturale, di Lorenzo Baglioni, prodotto da Frame-Festival della Comunicazione, su Audible, 2020